# 尼克·海松
尼克·海松（英語：Nick Hysong，1971年12月9日—），美国男子田径运动员，主攻撑杆跳高。他曾代表美国参加2000年夏季奥林匹克运动会田径比赛，获得男子撑杆跳高金牌。